# Zalew Zakrzówek
Zalew Zakrzówek – sztuczny zbiornik wodny w Krakowie na Zakrzówku. Powstał w 1992 r. po zalaniu starego kamieniołomu wapienia. Składa się z dwóch zbiorników, połączonych przesmykiem. Brzegi zalewu stanowią jedno z ulubionych miejsc wypoczynku krakowian.
W czasie II wojny światowej teren był wykorzystywany jako kamieniołom.
Na terenie zalewu kręcono film w reżyserii Jerzego Bogajewicza pt. Boże skrawki oraz teledysk do utworu pt. DVD autorstwa duetu Mlodyskiny i Schafter.

## Nurkowanie
Akwen udostępniony jest do nurkowania; w nieodpłatne użyczenie otrzymało go Centrum Nurkowe Kraken które od 1999 roku prowadzi na nim bazę nurkową. Podwodne atrakcje spoczywają na głębokości 5–31 metrów i obejmują m.in. samochód Polski Fiat 125p, autobus, furgonetkę, łodzie oraz dawną przebieralnię po kąpielisku. Pod wodą znajduje się także granitowa tablica upamiętniająca Karola Wojtyłę, który pracował na terenie kamieniołomu podczas II wojny światowej.
Maksymalna głębokość zalewu wynosi 32 m. Widzialność pod wodą potrafi sięgać 15 metrów, jednak przy dnie pod koniec lata tworzy się warstwa mało przejrzystego osadu. Zakrzówek dzięki pionowym wapiennym ścianom i dobrej przejrzystości stanowi jedno z atrakcyjniejszych nurkowisk w Polsce.
Baza nurkowa ma działać do 14 lipca 2019 roku, kiedy Zakrzówek zostanie przejęty przez właściciela – miasto Kraków, które rozpocznie na tym terenie budowę ogólnodostępnego parku.

## Inwestycja miasta
W 2019 roku na terenie obejmującym zalew rozpoczęła się inwestycja prowadzona przez Zarząd Zieleni Miejskiej w Krakowie pod nazwą roboczą „Park Zakrzówek”. Wartość inwestycji to 50 milionów złotych. Forma i sposób prowadzenia inwestycji wywołała sprzeciw wielu mieszkańców Krakowa, jak i naukowców, przyrodników oraz ekologów.

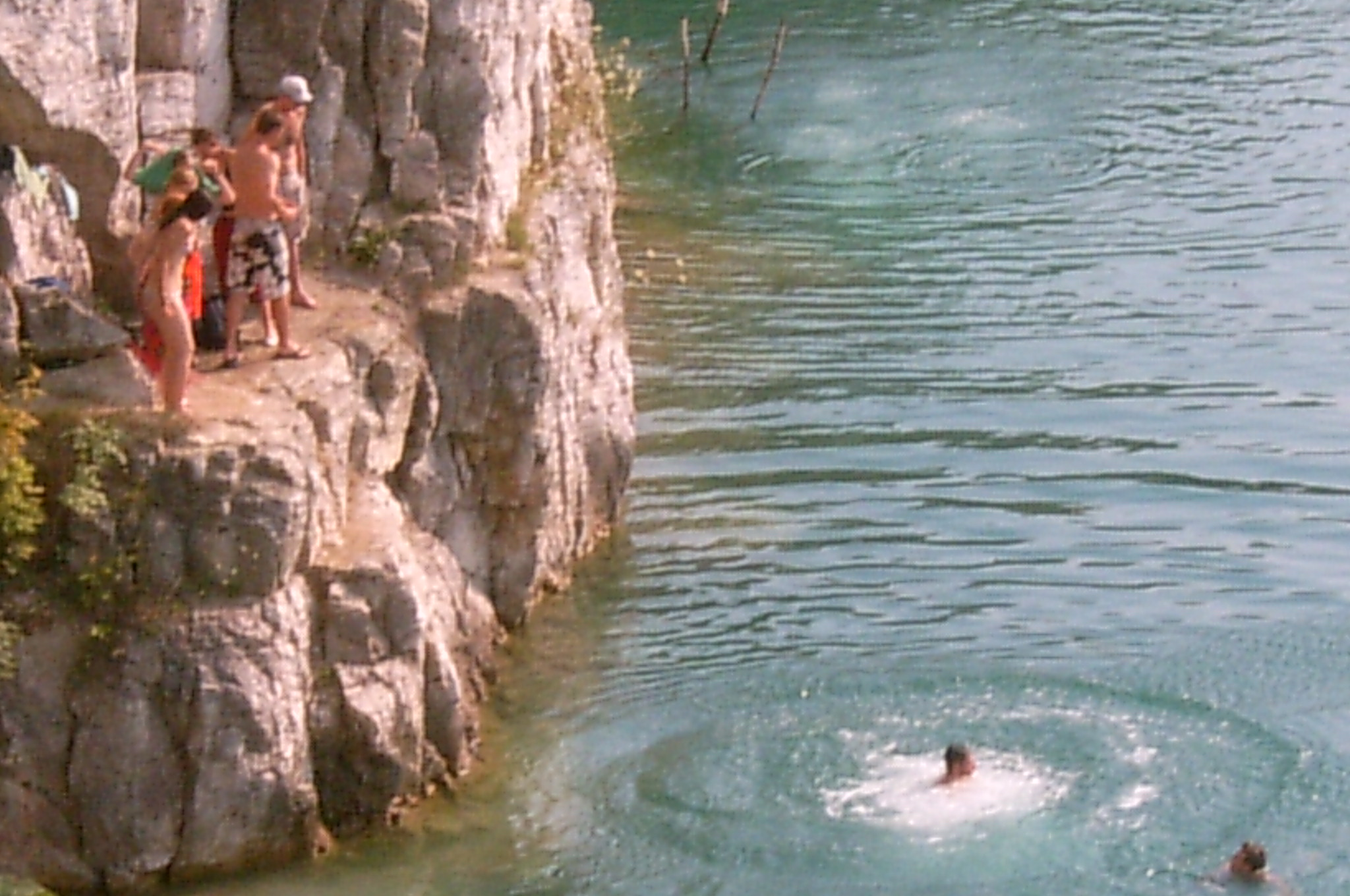
Skały i zalew
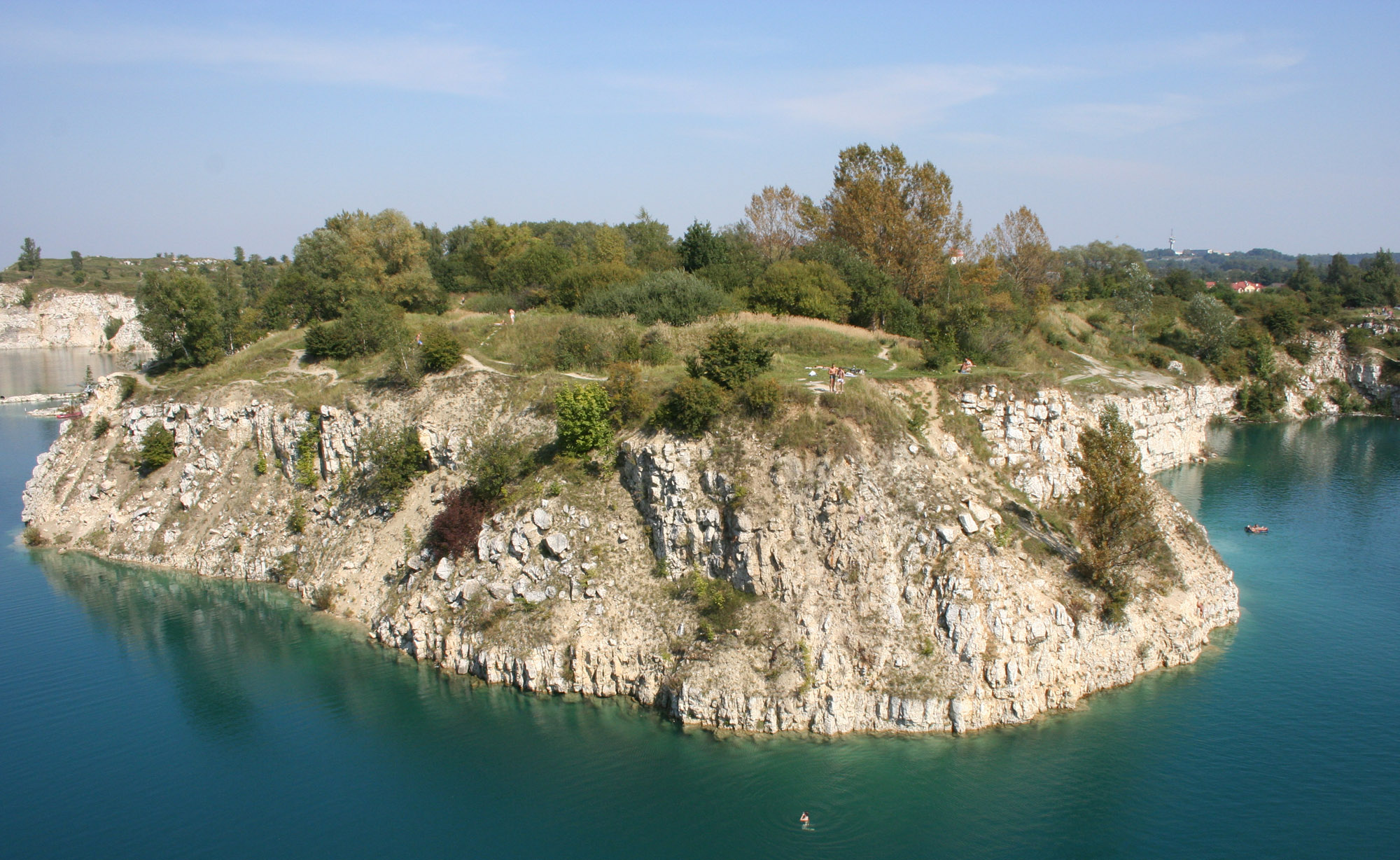
Zalew na Zakrzówku
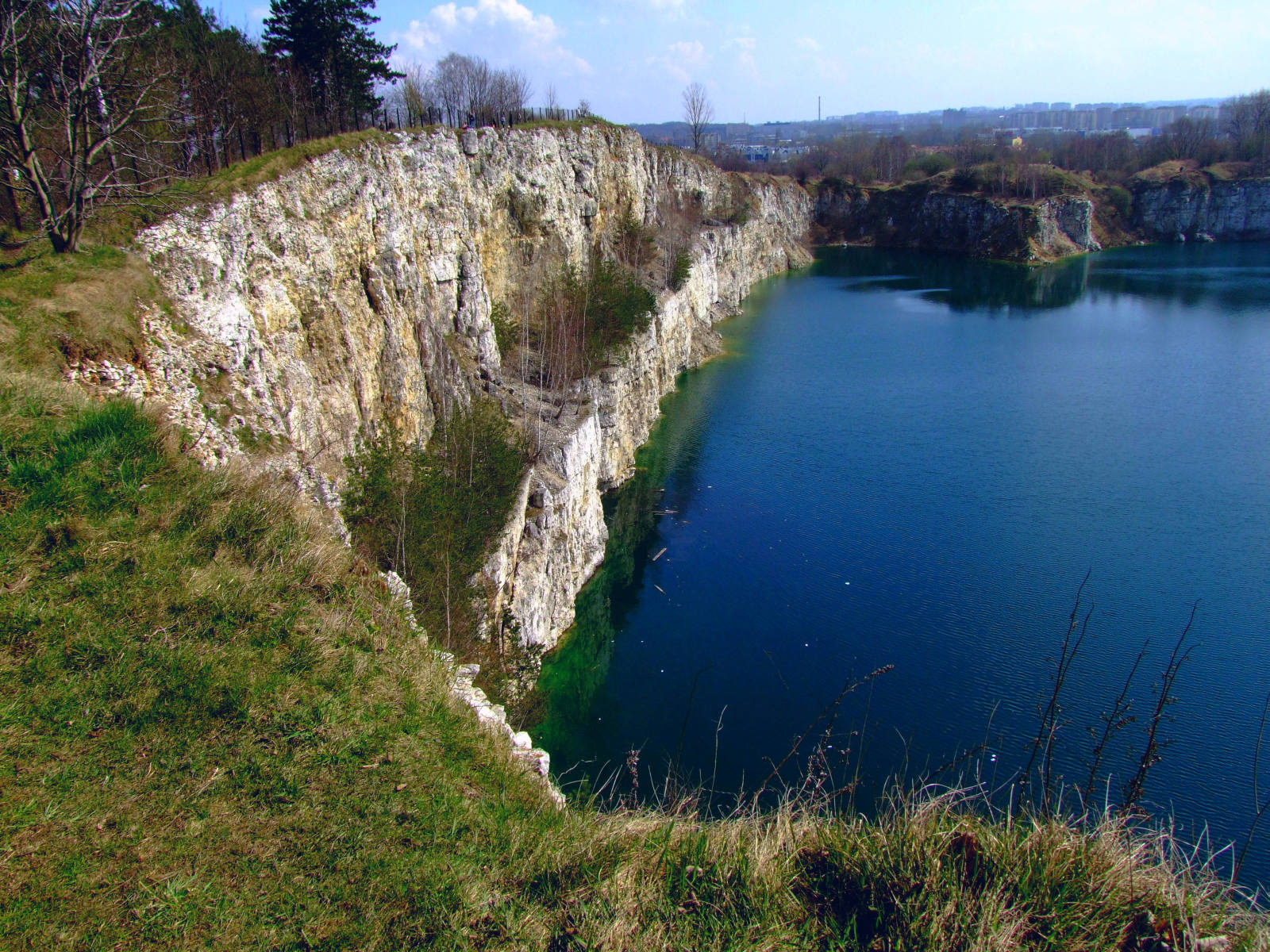
Zalew na Zakrzówku
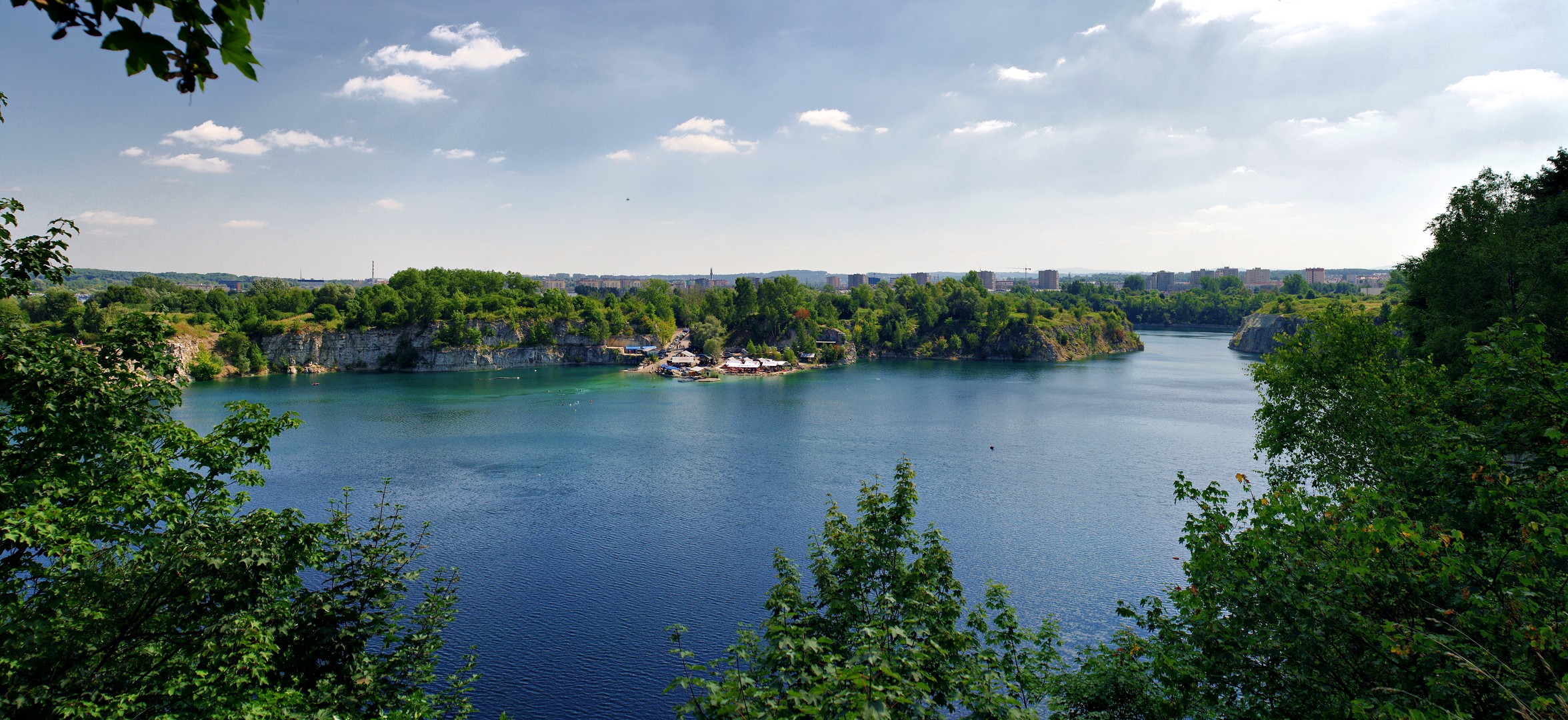
Panorama zalewu na Zakrzówku
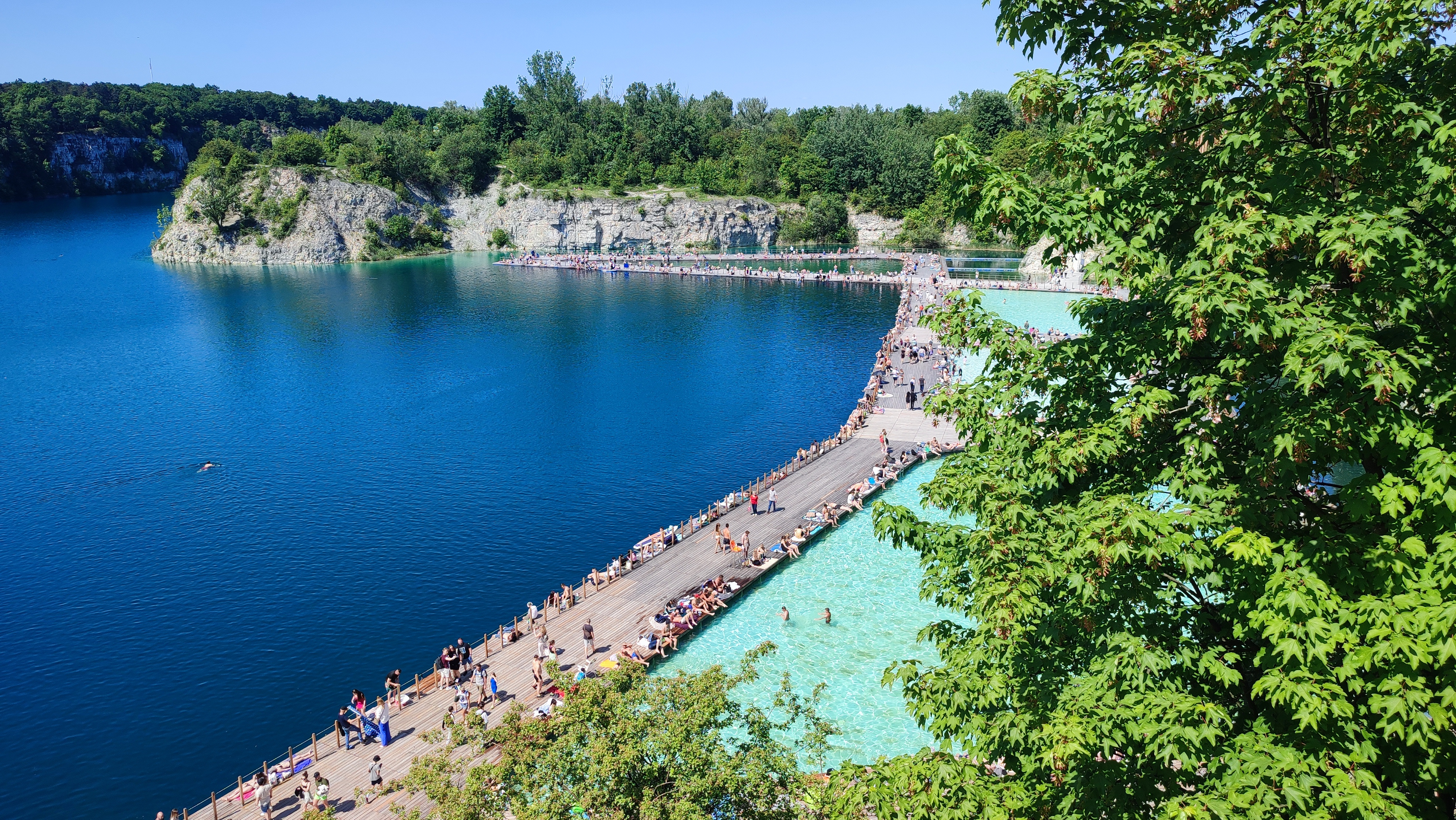
Baseny na Zakrzówku

Park Zakrzówek
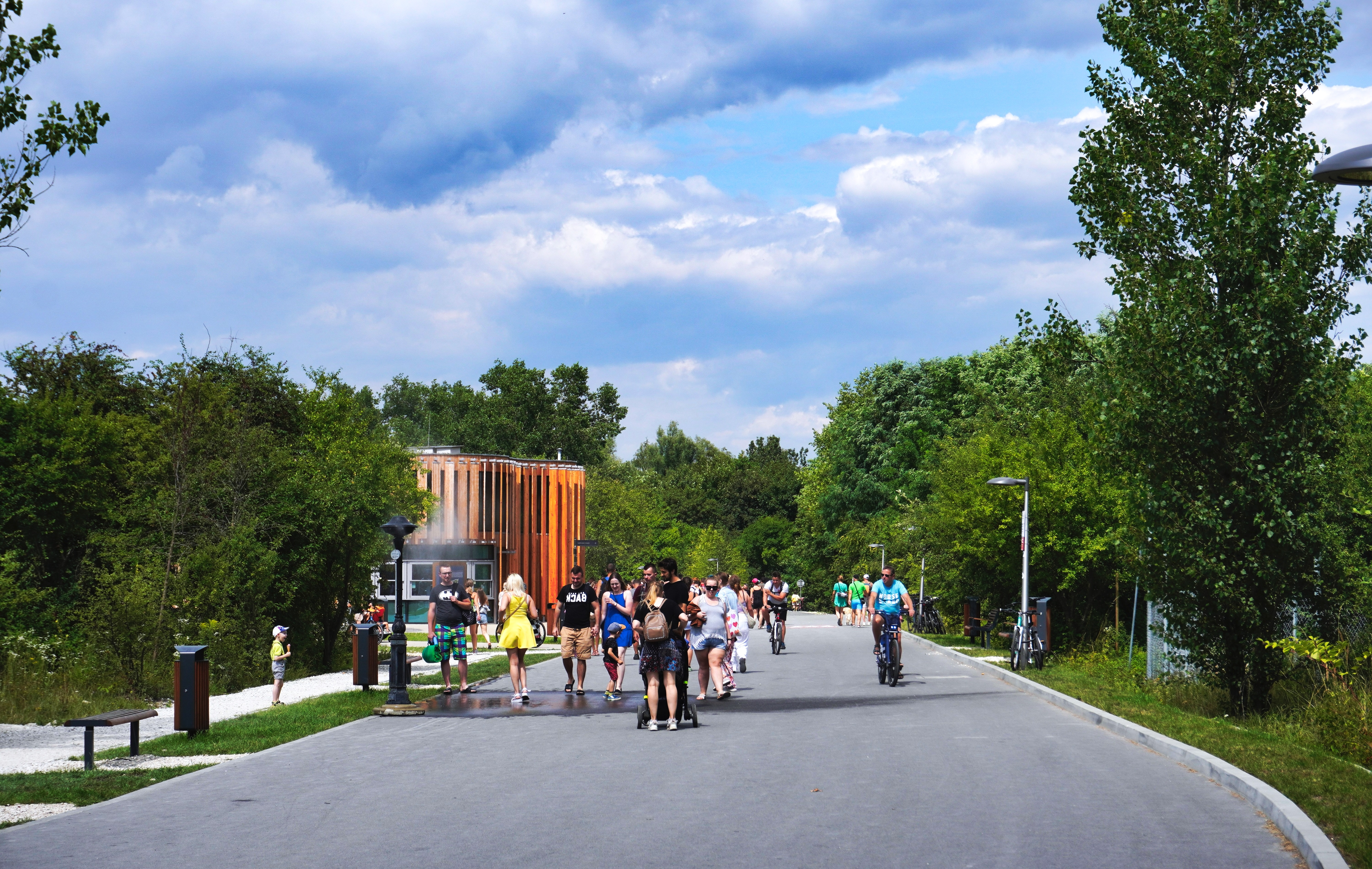
Ulica Wyłom
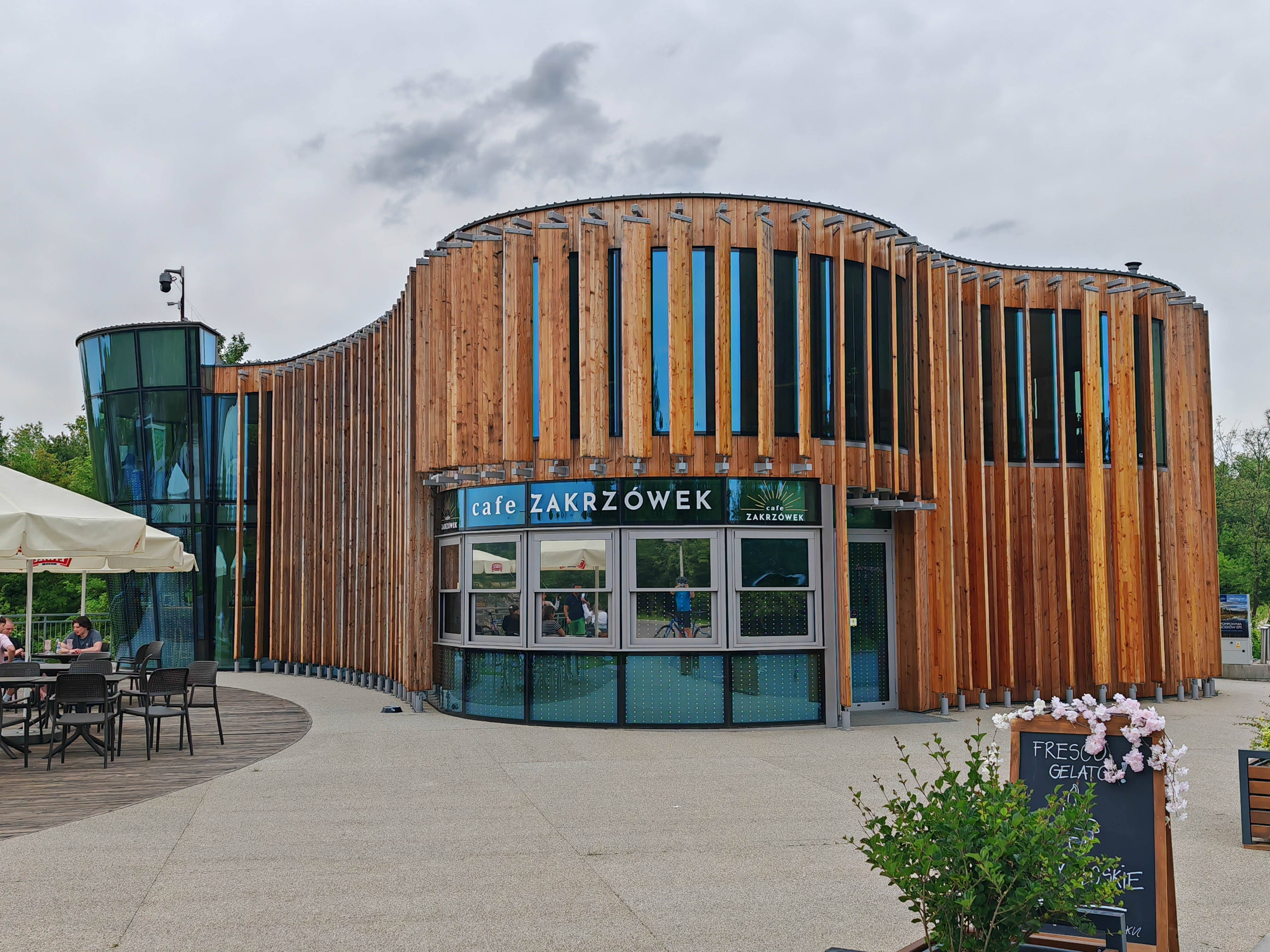
Cafe Zakrzówek
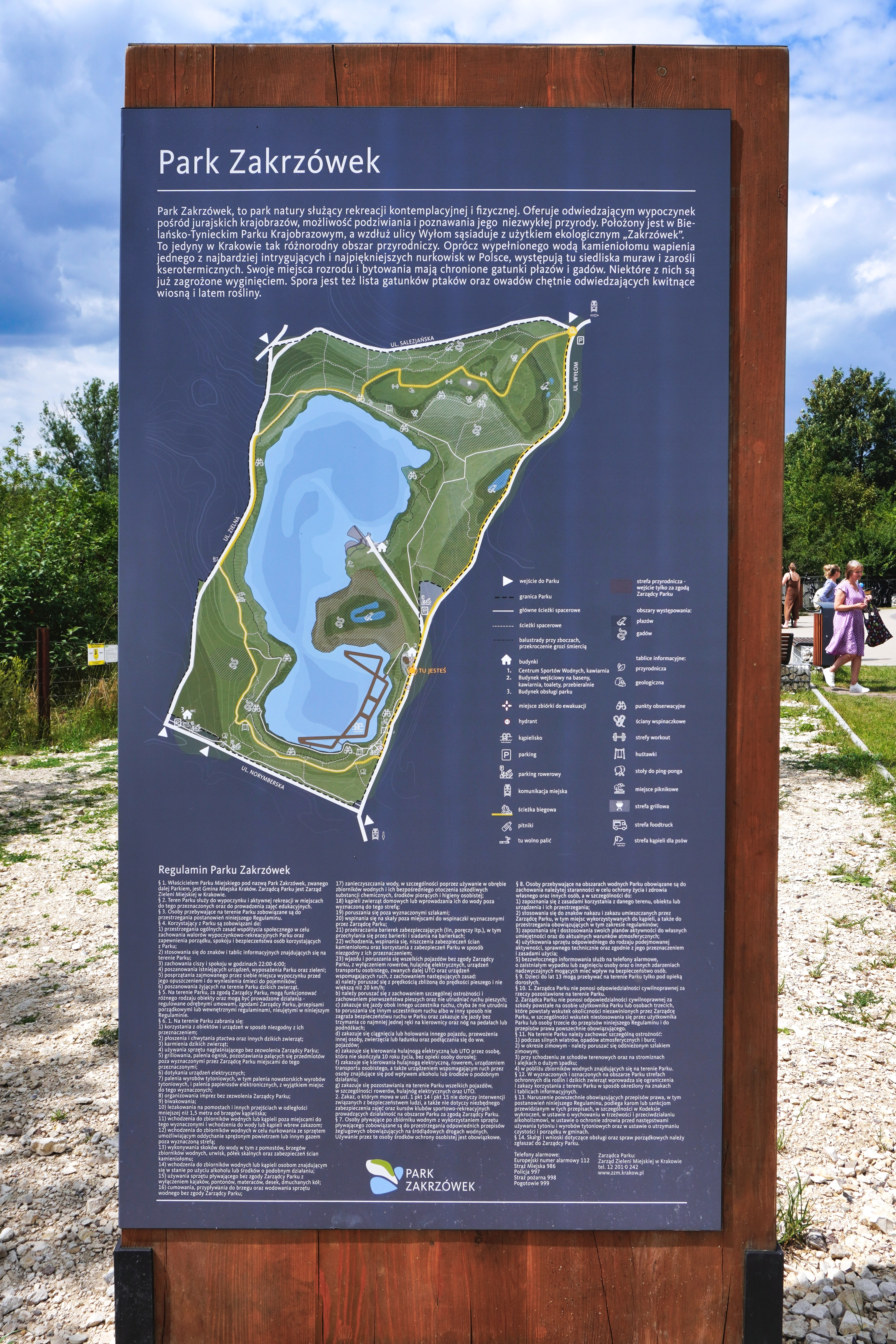
Tablica informacyjna